# Honda RA302
A Honda RA302 egy korábbi Formula–1-es autó, melyet a Honda épített az 1968-as szezonra a Lola Cars segítségével. Versenyzője a csapatnak Jo Schlesser volt, aki egyetlen egy futamon ült az autóba, melyben életét vesztette.

## Előzmények – Tervezés
Az RA301-es tervezése közben Honda Szóicsiró arra utasította a mérnököket, hogy a 12 hengeres motor mellett fejlesszenek egy léghűtéses V8-ast is, amellyel a vállalat új, léghűtéses motorral hajtott személyautóit akarta népszerűsíteni. A forradalmi autó karosszériája a megszokott alumínium helyett tűzveszélyes magnéziumból készült, és víz- helyett léghűtéssel működött. A nyolchengeres blokk-kal szerelt RA302-es nem akart összeállni. John Surtees hiába próbálta megakadályozni a kocsi csatasorba állítását, a Honda hajthatatlan volt.

## Szezon
A francia nagydíjon Surtees nem volt hajlandó vezetni az RA302-est, túlságosan veszélyesnek találta, és a hazai pályán versenyző tapasztalatlan Jo Schlesserre bízták az új autót. A harmadik körben elvesztette az uralmát az autója felett, a nehezen vezethető versenygép, kisodródott és halálra égett. Az üzemanyaggal teli autó kigyulladt, a versenyző pedig nem tudott menekülni. Az autó teljesen elégett a balesetben keletkezett tűzben. Schlesser a negyedik halott Formula–1-es versenyző volt 1968-ban.

## Következmények
A Honda a következő futamra jelentős mértékben átépítette az autót, John Surtees azonban ismét visszautasította, hogy vezesse azt. A Honda ezt követően távozott a Formula–1-ből, ahová konstruktőrként csak a 2006-os idényben tértek vissza.

## Teljes Formula–1-es eredménylistája
(Táblázat értelmezése)

(Félkövér: pole-pozícióból indult; dőlt: leggyorsabb kört futott) 

| Év   | Konstruktőr  | Motor        | Gumi | Versenyzői   | 1   | 2   | 3   | 4   | 5   | 6   | 7   | 8   | 9   | 10  | 11  | 12  | Pont | WCC |
| ---- | ------------ | ------------ | ---- | ------------ | --- | --- | --- | --- | --- | --- | --- | --- | --- | --- | --- | --- | ---- | --- |
| 1968 | Honda Racing | Honda 3.0 V8 | F    |              | RSA | ESP | MON | BEL | NED | FRA | GBR | GER | ITA | CAN | USA | MEX | 14   | 6.  |
| 1968 | Honda Racing | Honda 3.0 V8 | F    | Jo Schlesser |     |     |     |     |     | Ki  |     |     |     |     |     |     | 14   | 6.  |

- Mind a 14 pontot a Honda RA301-es autó szerezte.

## Galéria

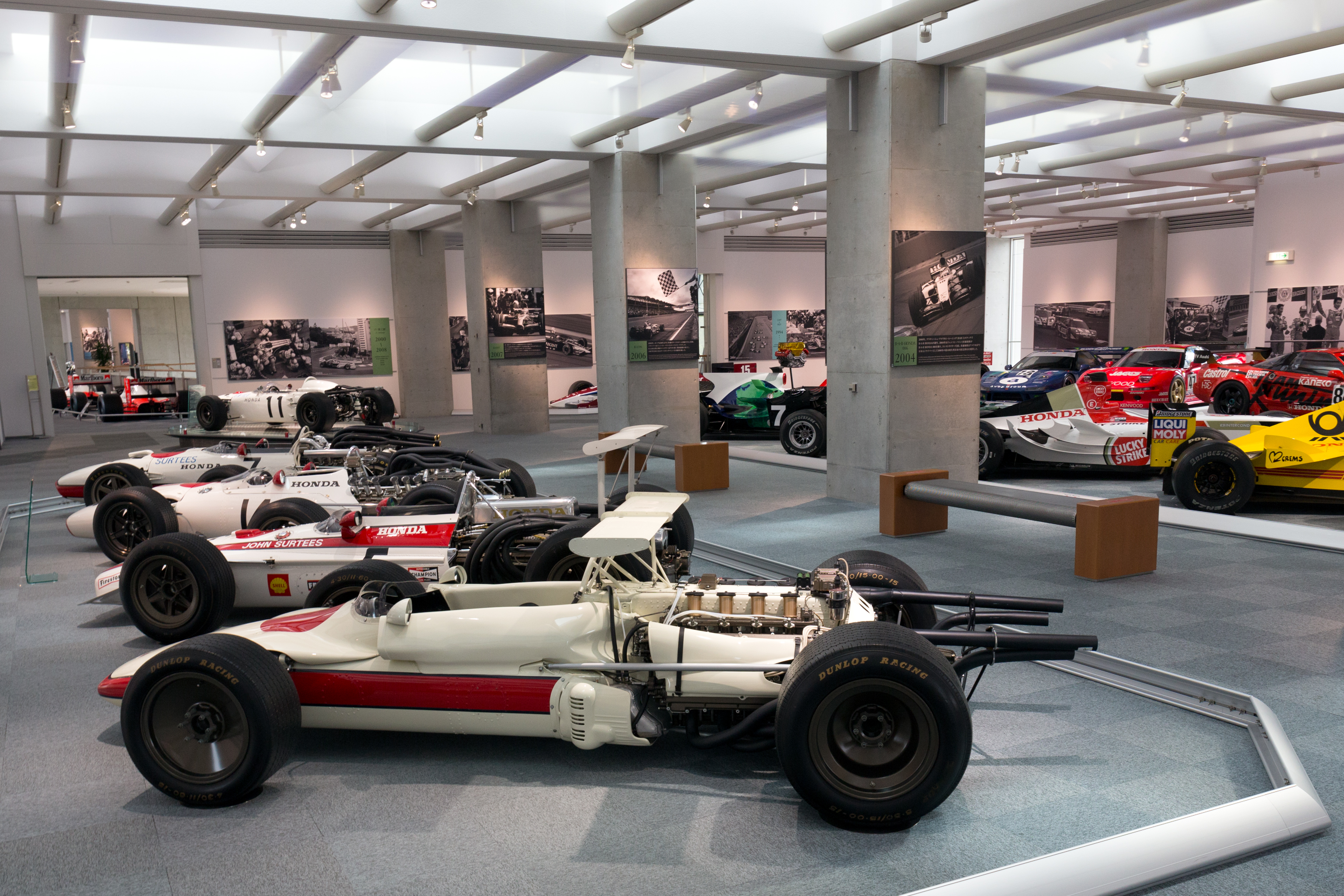
A Honda RA302 a Honda kiállításon.
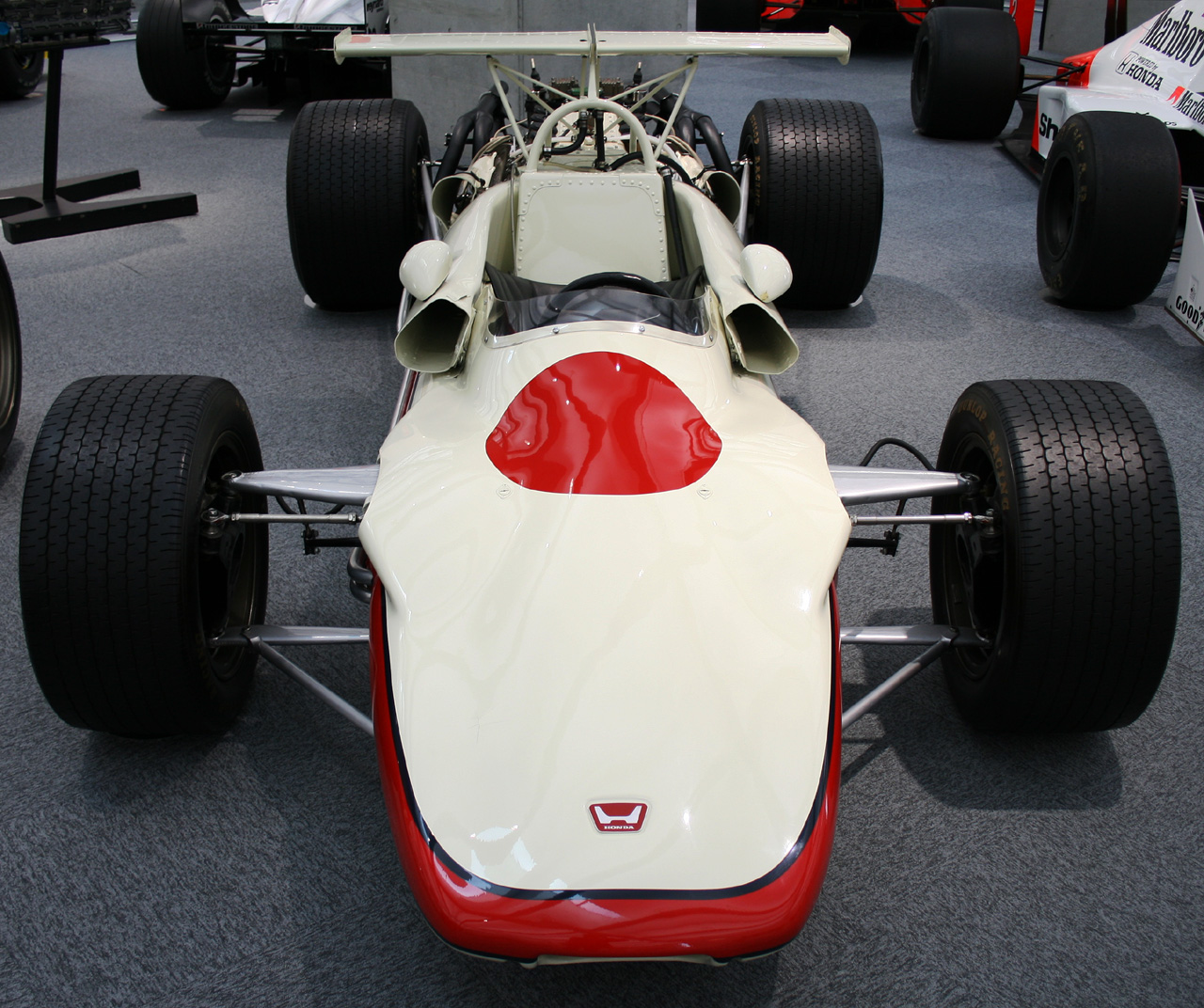
A Honda RA302 a Honda kiállításon.
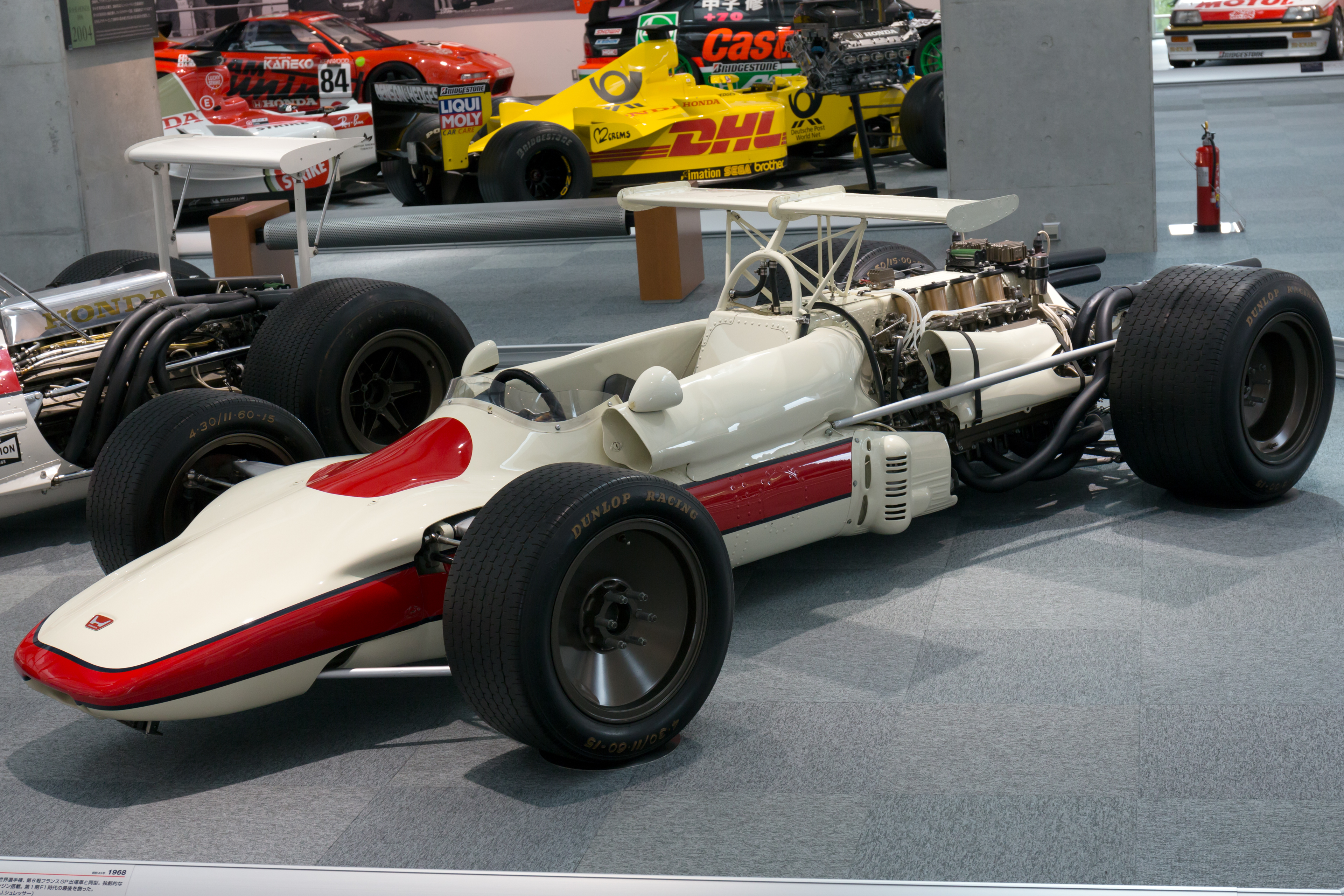
A Honda RA302 a Honda kiállításon.
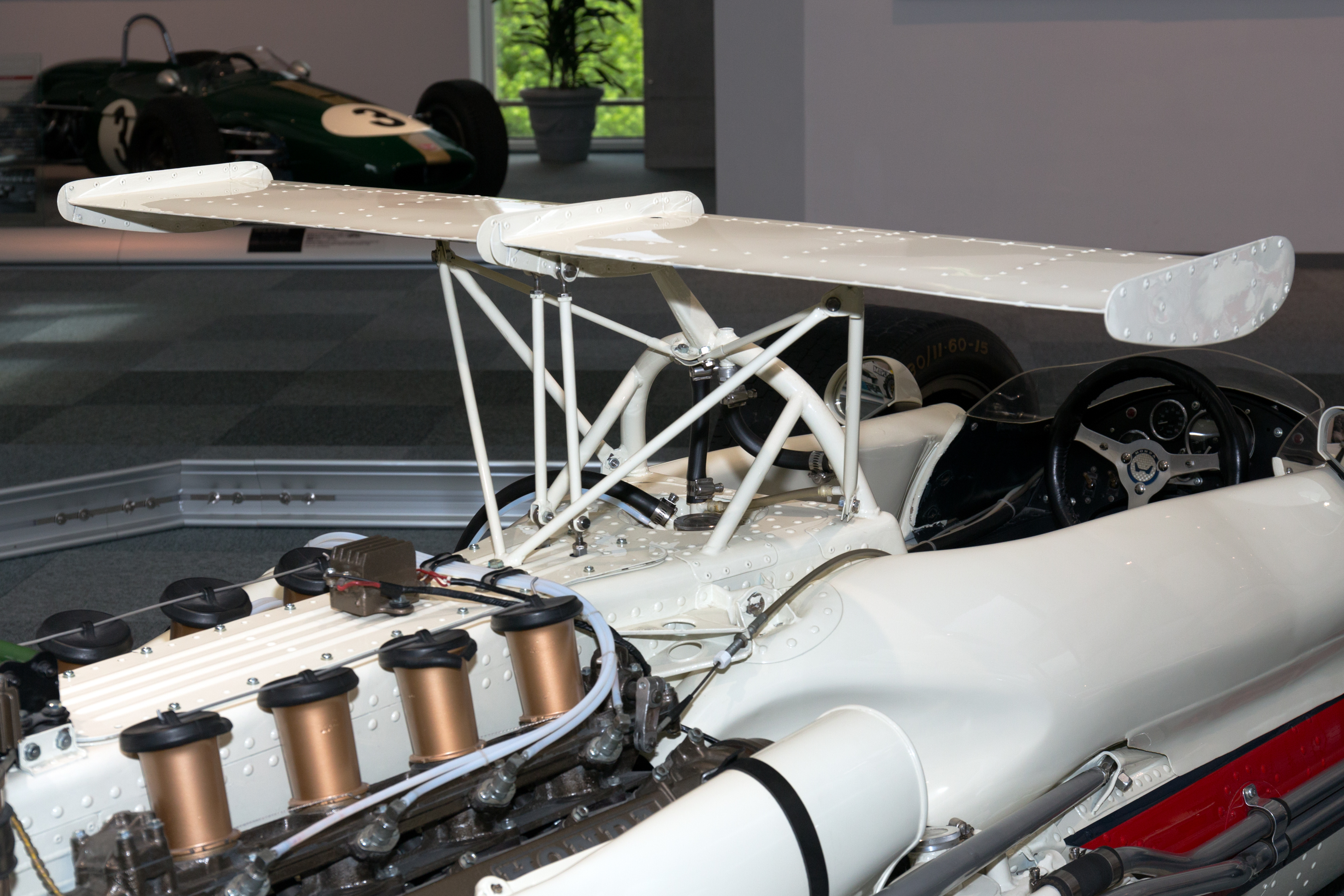
A Honda RA302 a Honda kiállításon.
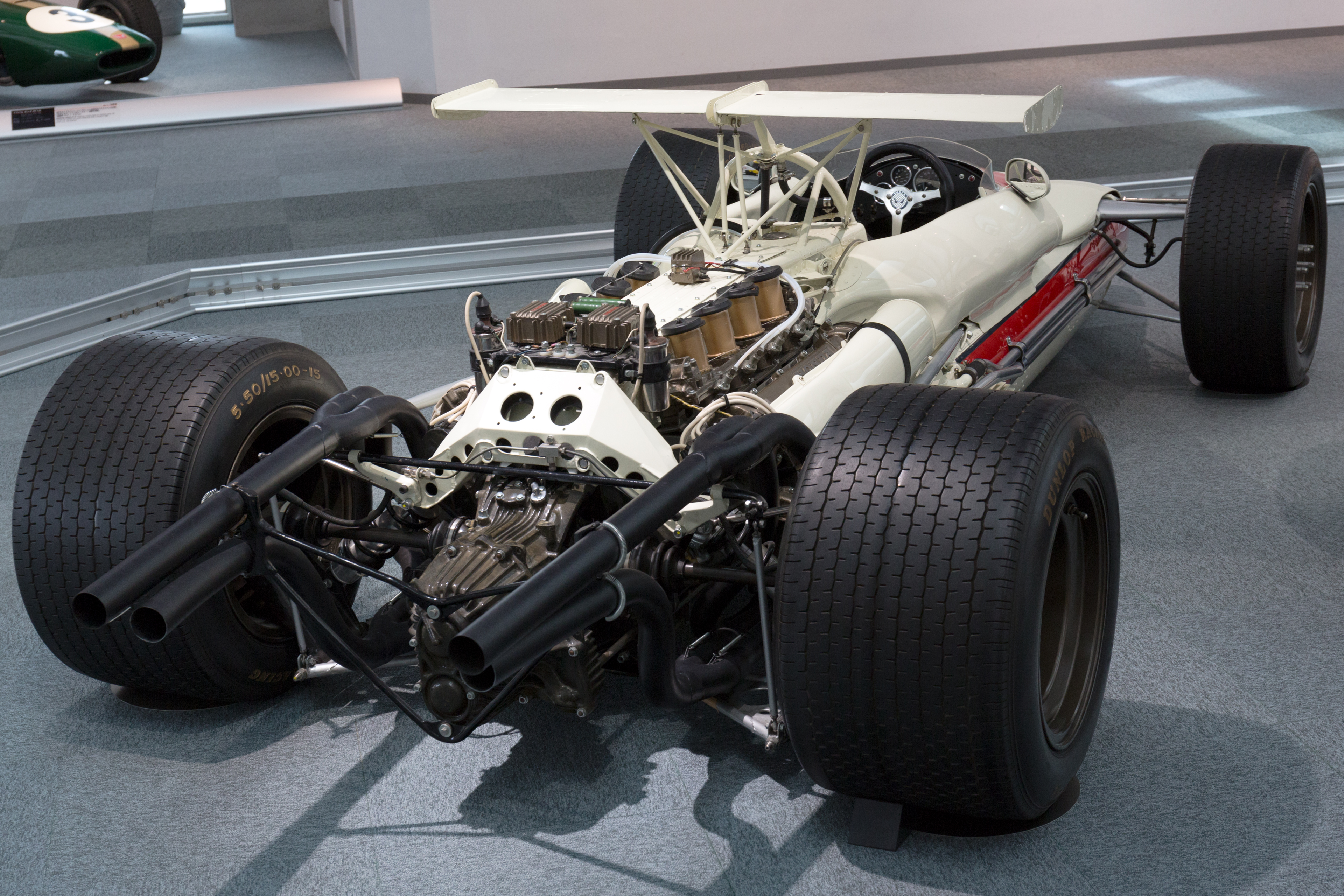
A Honda RA302 a Honda kiállításon.